# Pianoforte elettrico
Il pianoforte elettrico, o piano elettrico, è uno strumento a tastiera amplificato elettricamente per mezzo di pick-up, molto in voga negli anni sessanta e settanta.

## Storia
Il primo pianoforte elettrico fu costruito dalla C. Bechstein Pianofortefabrik nel 1931, era un pianoforte a coda munito di pick-up elettromagnetici ed aveva come nome Neo-Bechstein, ma fu Harold Burroughs Rhodes, durante la Seconda guerra mondiale, a creare lo strumento che avrebbe rivoluzionato il genere. Costruito con pezzi ricavati da un bombardiere statunitense, esso copriva due ottave e mezza e consisteva in una serie di barrette d'alluminio (cambiato in acciaio nelle versioni successive) che venivano fatte vibrare colpendole con dei martelletti simili a quelli per pianoforte, attraverso una tastiera di legno. Il prototipo, ultimato nel 1942, prese il nome di Army Air Corps Piano, poiché era nato per la necessità di animare l'aeronautica militare (Army Air Corps). Rhodes fondò la Rhodes Piano Corporation, che fu poi acquistata da Leo Fender. Dall'unione nacque, nel 1969, lo storico Fender Rhodes.

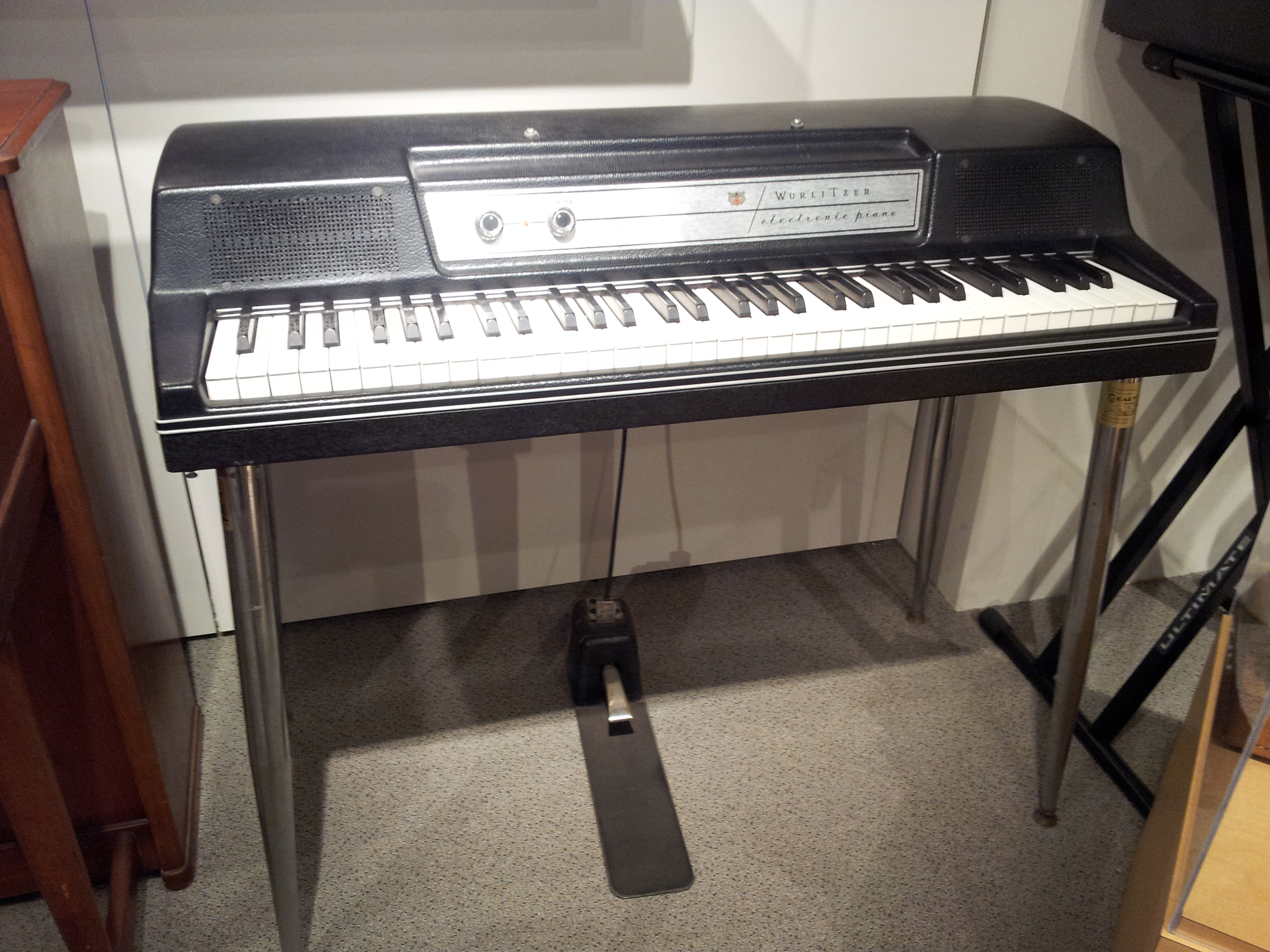
Wurlitzer 200A

Contemporanei e di funzionamento simile al Rhodes furono il Wurlitzer Electric Piano e i modelli della serie CP di Yamaha, il primo dal suono più naturale, gli altri invece ne avevano uno più aggressivo.
Intorno agli anni settanta la Hohner propose i suoi modelli di Clavinet, Pianet e Cembalet.
Con il progredire dell'elettronica negli anni ottanta l'industria abbandonò i modelli elettromeccanici in favore dei più moderni e stabili (rispetto all'accordatura) basati su sintetizzatori.
In questi ultimi strumenti, però, alla comodità dell'elettronica si contrappongono timbri artificiali e sonorità fredde, cosicché le imperfezioni acustiche (vibrazioni e rumori meccanici) dei pianoforti meccanici, che i produttori cercavano in tutti i modi di attenuare, sono diventati elementi caratteristici che tuttora si cerca assiduamente di riprodurre con l'elettronica.
Ancora oggi molti artisti fanno uso di pianoforti elettrici preferendo la difficoltà di accordatura e manutenzione alla "perfezione" del suono elettronico.

## Meccanica
A differenza di un pianoforte digitale o di una tastiera elettronica, il pianoforte elettrico non ha natura elettronica ma elettromeccanica. I suoni non sono quindi prodotti elettronicamente da un sintetizzatore, ma analogicamente e trasformati in impulsi elettrici da dei pick-up posti vicino alla fonte naturale del suono, come avviene nella chitarra elettrica o in un basso elettrico.

### Neo-Bechstein e simili
Il Neo-Bechstein e i suoi successori sono normali pianoforti a coda (di dimensioni più ridotte), con la particolarità però di avere dei pick-up sotto le corde per amplificare l'audio.

### Rhodes e simili
Ogni tasto muove un martelletto che mette in vibrazione una barretta d'acciaio disposta in asse ad un pick-up: il campo magnetico prodotto (la cui regolazione è possibile grazie ad una staffa posta sopra la barretta) viene da questo registrato e trasformato in impulsi elettrici.
Immagini e suoni del Fender Rhodes si possono trovare sul Rhodes Super Site.